# Combat Flight Simulator 3
Ne pas confondre avec Flight Simulator 3, jeu de simulation aéronautique de Microsoft
Combat Flight Simulator 3 est un simulateur de vol de combat développé et édité par Microsoft en 2002, troisième de la série de jeux débutée en 1998.

## Système de jeu
Le jeu permet de replonger au cœur de l'histoire mondiale et de piloter des avions de chasse et des bombardiers.
L'action du jeu se déroule au milieu de l'année 1943 sur le front atlantique (Europe de l'Ouest).

## Accueil
- Jeux vidéo Magazine : 15/20[3]